# Гудели
Гудели (грч. Βαμβακούσσα, Вамвакуса) је насељено место у општини Сер у периферији Средишња Македонија, Грчка. Према попису из 2021. године било је 189 становника.
Према бугарском географу и историчару, Василу Канчову, у Гуделију је 1900. године живело 360 Словена хришћана. 
Током Другог балканског и Првог светског рата село је настрадало и већи део мештана је избегао, тако је после рата остало 168 житеља. Године 1924. принудно је исељено 25 Словена у Бугарску а на њихово место је насељено 45 грчких избегличких породица, укупно 183 особа. На попису из 1928. године Гудели је мешовито грчко-словенско насеље са 368 становника.